# Schloss Georgshof

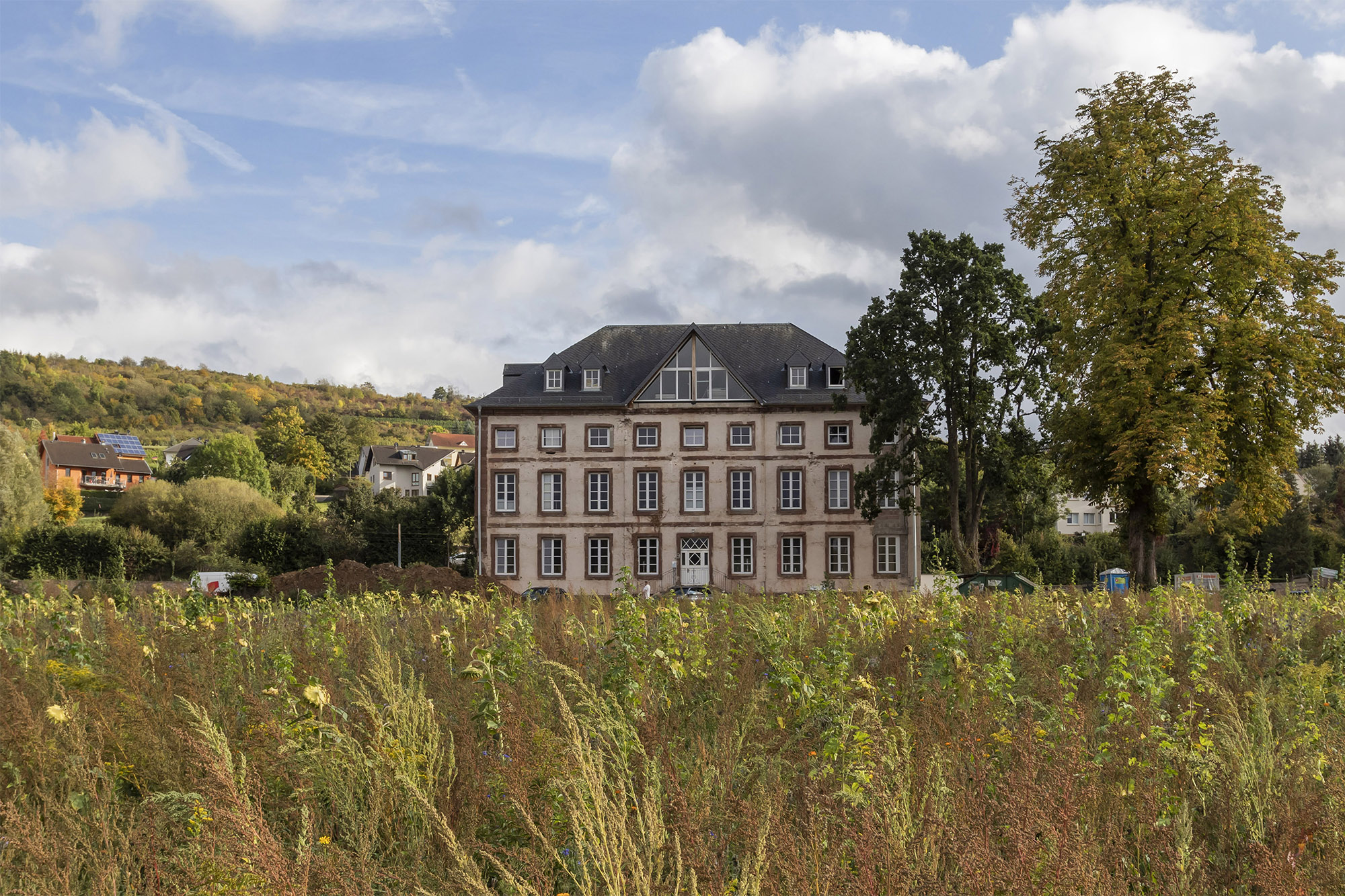
Schloss Georgshof (2019)

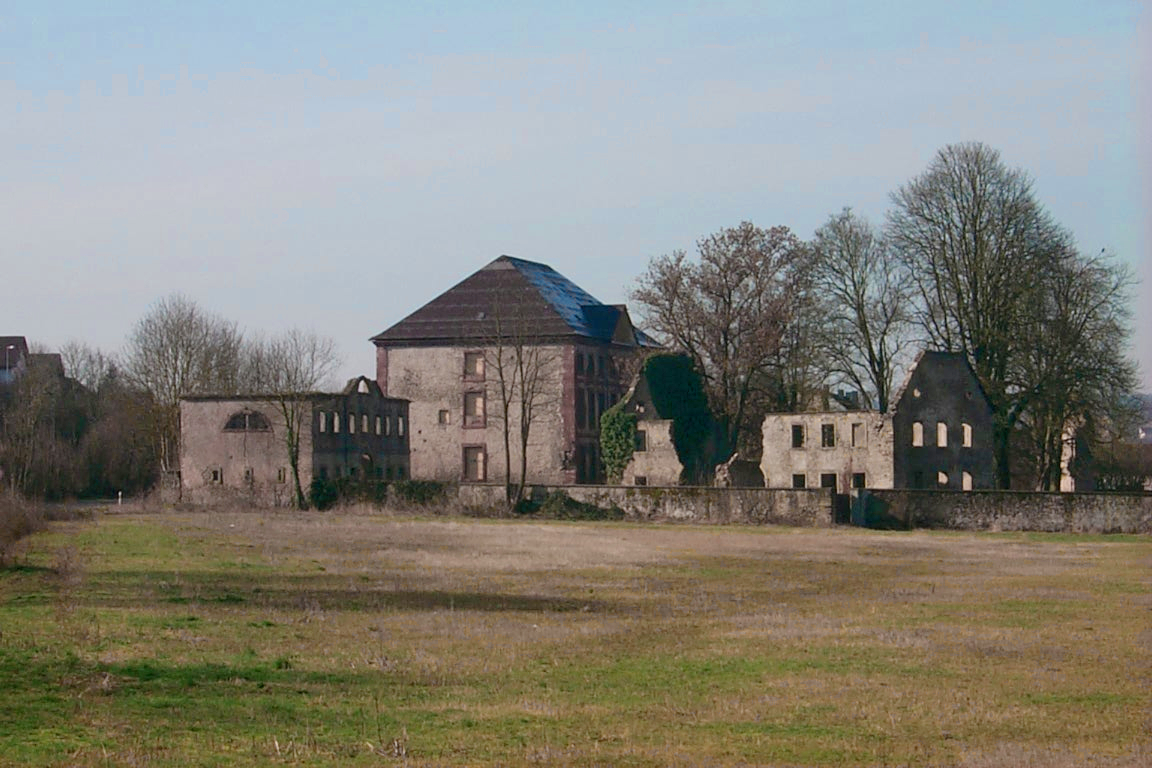
Schloss Georgshof (1999)

Schloss Georgshof (auch: Schloss Gebertshof) bezeichnet ein ehemaliges Landgut der Trierer Deutschordenskommende im heutigen Temmels, Rheinland-Pfalz. Die bauliche Gesamtanlage mit Park ist ein ehemaliges Kulturdenkmal.
Der Architekt der klassizistischen Gebäudegruppe aus den Jahren 1785/86 war Peter Görgen.
Die Anlage liegt an der Schloßstraße nahe der Bundesstraße 419 (hier auch Obermoselstraße genannt) und der Mosel.